# Anna Cabana
Pour les articles homonymes, voir Cabana et Bitton.
Anna Cabana, née Anna Bitton le 6 août 1979 à Montpellier, est une journaliste et essayiste française.

## Biographie

### Naissance
Anna Cabana est née le 6 août 1979 à Montpellier, de parents Juifs marocains. Sa mère est professeure de mathématiques, et son père médecin. Ils sont également engagés dans des coopératives agricoles du sud de la France.

### Journalisme

#### Presse
Anna Cabana, née Bitton, commence sa carrière comme journaliste politique à l'hebdomadaire Marianne, sous la houlette de son « mentor » Nicolas Domenach. Elle y passera cinq années, de 2002 à 2007.
Elle est ensuite, dix ans durant, grand reporter à l'hebdomadaire Le Point. Le 11 février 2010, elle reçoit le prix Louis Hachette pour son article « Sarkozy-Villepin, histoire secrète d'une haine », paru dans Le Point du 10 septembre 2009.
À partir de janvier 2011, Anna Cabana devient chroniqueuse pour un grand quotidien régional breton, Le Télégramme. Elle y tient chaque semaine, un bloc-notes intitulé Les Carnets d'Anna Cabana.
En août 2016, elle intègre la rédaction du Journal du dimanche en qualité de rédactrice en chef politique.
En janvier 2023, elle est attendue comme éditorialiste à la rédaction de Sud Ouest. Elle renonce quand 161 journalistes contestent son recrutement auprès de la direction.

#### Radio et télévision
Parallèlement à ses fonctions de journaliste politique puis de rédactrice en chef politique, Anna Cabana est amenée à intervenir sur les ondes des médias audiovisuels. Elle commence dans le service public. De septembre 2010 à janvier 2013, elle tient un billet politique sur France Inter le mercredi matin à 6 h 48.
Au cours de l'année 2013, Anna Cabana intègre l'équipe d'éditorialistes politiques de la chaîne d'information en continu BFM TV. C'est à partir de septembre 2017, qu'elle anime en parallèle une émission quotidienne, Conversations avec Anna Cabana, sur i24news, autre chaîne d'information en continu du groupe de médias du milliardaire Patrick Drahi.
Elle est l'auteure de trois documentaires télévisés de 52 minutes : La droite a-t-elle tué Nicolas Sarkozy ?, diffusé le 8 mai 2013 sur France 3 ; Hollande et nous, diffusé le 7 avril 2014 sur France 3 ; Fillon, la dernière course, diffusé le 17 octobre 2016 sur France 3.

### Carrière littéraire
En 2010 paraît son premier roman : Inapte à dormir seule.
Elle est par ailleurs aussi l'auteur de cinq essais sur des personnages politiques ou publics. En 2008, elle publie Cécilia (sous son nom de jeune fille d'Anna Bitton), qui lui vaut d'être attaquée en référé par Cécilia Attias, ex-épouse du président de la République Nicolas Sarkozy qui demande la suspension de la publication de l'ouvrage mais est déboutée par la justice. L'ouvrage est un best-seller, avec plus de 200 000 exemplaires vendus.
Deux ans plus tard, en 2010, elle publie Villepin : la verticale du fou,,, consacré à l'ex-Premier ministre Dominique de Villepin.
En 2011, elle publie un livre-portrait sur un autre ex-Premier ministre, Alain Juppé, Juppé. L'orgueil et la vengeance, puis un second en 2016, Un fantasme nommé Juppé. En 2012, elle publie Entre deux feux, un essai sur le trio Hollande-Royal-Trierweiler, alors sous les feux de l'actualité, coécrit avec Anne Rosencher, son amie et consœur de Marianne, qui rencontre un succès de librairie avec 80 000 exemplaires vendus.
En 2016, elle publie Quelques minutes de vérité, un récit de ses moments les plus singuliers avec des personnalités politiques.
Comme d'autres journalistes politiques influents et reconnus, Anna Cabana est membre du jury du Prix du livre politique, qui a pour mission de récompenser chaque année le meilleur livre ayant un thème politique.

### Vie privée
Anna Bitton se marie en 2009 à Yves Cabana, directeur général des services du conseil départemental des Yvelines et fils de Camille Cabana, ministre de Jacques Chirac de 1986 à 1988.
En 2020, le magazine Voici dévoile sa relation avec Jean-Michel Blanquer, ministre de l'Éducation nationale des gouvernements Philippe et Castex,, avec qui elle se marie en janvier 2022.

### Avis de l’ARCOM sur sa déontologie journalistique
Étant la compagne du ministre de l'Éducation nationale, Jean-Michel Blanquer, elle se voit soupçonnée d'« entorse déontologique » sur les réseaux sociaux après la présentation sur i24News d'une émission consacrée à son conjoint lors de la polémique sur les modes d'élaboration des protocoles sanitaires,. Il aurait été « surréaliste de ne pas parler de la crise politique du jour », a-t-elle répondu. La jurisprudence Anne Sinclair, parfois contestée, veut qu'une conjointe de ministre ou député évite le conflit d'intérêts mais la presse critique surtout des invités tous « acquis » au ministre,. Ce sont des « chroniqueurs récurrents » depuis cinq ans, répond-elle. Libération s'inquiète qu'elle ait omis sa situation maritale, rouvrant « le procès en objectivité des journalistes », au moment où ils sont de plus en plus « obligés de se déplacer avec des agents de sécurité ». Elle rappelle qu'elle se serait retirée « si la chaîne le lui avait demandé » et estime « extraordinairement injuste » la suspicion sur l'honnêteté de ses éditoriaux.
Dans un avis du 12 avril 2022, le Conseil de déontologie journalistique et de médiation, qui a été saisi à propos de cette séquence, considère que la journaliste a bien commis un manquement aux règles de déontologie du journalisme en animant un débat portant sur l'activité de son époux et en ne dévoilant pas sa relation aux téléspectateurs. Il estime qu’elle se plaçait alors en situation de conflit d’intérêts,. L’Arcom (ex-CSA), l’Autorité de régulation habilitée sur ces sujets, tranche dans une décision officielle du 19 juillet 2022, en déclarant que « Cette séquence ne caractérisait pas de manquement de la chaîne à ses obligations », car « l’équilibre des points de vue sur le sujet débattu apparaissait respecté ». L'autorité administrative n'engage donc pas de procédure.

## Ouvrages

### Roman
- Inapte à dormir seule, Grasset, 2010.

### Essais
- Cécilia : Portrait (publié sous le nom d'Anna Bitton), Flammarion, 2008.
- Villepin : La verticale du fou, Flammarion, 2010.
- Juppé. L'orgueil et la vengeance, Flammarion, 2011.
- Entre deux feux, Grasset, 2012 (avec Anne Rosencher).
- Quelques minutes de vérité, Grasset, 2016.
- Un fantasme nommé Juppé, Stock, 2016.

## Documentaires télévisés
- La Droite a-t-elle tué Nicolas Sarkozy ?, diffusé le 8 mai 2013 sur France 3.
- Hollande et nous diffusé le 7 avril 2014 sur France 3.
- François Fillon, la dernière course, diffusé le 17 octobre 2016 sur France 3.